# Sint-Corneliuskerk (Lamswaarde)
De Sint-Corneliuskerk is de parochiekerk van het dorpje Lamswaarde in Zeeuws-Vlaanderen, gelegen aan Jacobus de Waalstraat 23.

## Geschiedenis
In 1686 bouwde men een schuurkerk welke bediend werd vanuit De Klinge. In 1809 werd Lamswaarde een zelfstandige parochie en in 1810 werd een torentje aan het gebouw toegevoegd.
Het kerkje bleek echter al snel te klein en men zamelde geld in voor een grotere kerk, die van 1871-1873 werd gebouwd.

## Gebouw
Deze kerk werd ontworpen door P. Soffers en het is een bakstenen neogotische pseudobasilicale kruiskerk met voorgebouwde toren en een vieringtorentje. Links van de toren bevindt zich een kapel. Ook het koor wordt door zijkapellen geflankeerd.
Het interieur heeft zijn neogotisch karakter bewaard. De wanden zijn in pasteltinten beschilderd, er zijn heiligenbeelden aan de pilaren bevestigd en ook het meubilair (doopvont, preekstoel, orgelkast) is neogotisch.